# Tomma strängen
I formell språkteori är den tomma strängen den unika strängen med längden noll. Den tomma strängen betecknas med ε (stundom Λ eller λ).

## Definition
Den tomma strängen över alfabetet Σ är en följd av element ur Σ med längden |ε| = 0.